# Кубан-Халк
Кубан-Халк (ног. Кобан-Халк) — аул в Ногайском районе Карачаево-Черкесии. Входит в состав Эркен-Шахарского сельского поселения.

## География
Аул Кубан-Халк расположен в восточной части Ногайского района, на левом берегу реки кубань. Находится напротив районного центра — Эркен-Шахар, в 28 км к северо-западу от города Черкесск.
Населённый пункт расположен в припойменной зоне реки Кубань. Рельеф местности преимущественно равнинный с незначительными колебаниями относительных высот. Средние высоты на территории аула составляют 433 метра над уровнем моря.

## История
Населённый пункт основан в 1929 году переселенцами из аула Эркен-Халк. Первоначально в новом ауле поселилось 44 семейства, осевших недалеко от станции Эркен-Шахар.
В 1962 году аул включён в состав Эркен-Шахарского поселкового совета Адыге-Хабльского района.
В 2007 году аул вошёл в состав новообразованного Ногайского района республики.
В настоящее время аул фактически слился с посёлком Эркен-Шахар.

## Население
| 2002 | 2010 | 2021  |
| ---- | ---- | ----- |
| 1049 | ↘976 | ↗1020 |

Национальный состав
По данным Всероссийской переписи населения 2010 года:
| Народ               | Численность, чел. | Доля от всего населения, % |
| ------------------- | ----------------- | -------------------------- |
| ногайцы             | 399               | 40,9 %                     |
| русские             | 380               | 38,9 %                     |
| черкесы             | 51                | 5,2 %                      |
| абазины             | 35                | 3,6 %                      |
| татары              | 30                | 3,1 %                      |
| другие / не указано | 81                | 8,3 %                      |
| всего               | 976               | 100 %                      |